# Reynolds American
Reynolds American, Inc. — американська тютюнова компанія, яка є дочірньою компанією British American Tobacco з 2017 року. Компанія входить до фондового індексу S&P 500 і вважається другою за величиною тютюновою компанією в США. Ринкова капіталізація компанії становила 90 мільярдів доларів у березні 2017 року, що робить її однією зі 100 найдорожчих компаній світу на той час. У 2010 році компанії Reynolds American продали близько 28 % усіх сигарет, проданих у США.

## Історія
Компанія Reynolds American була заснована в січні 2004 року і з серпня 2004 року торгується на Нью-Йоркській фондовій біржі під символом RAI.
У липні 2004 року американський бізнес British American Tobacco (Batus Inc. і Brown & Williamson) був об'єднаний з бізнесом R. J. Reynolds Tobacco Company (R. J. Reynolds) під назвою «R. J. Reynolds». До злиття RJR та Brown & Williamson були другою та третьою найбільшими тютюновими компаніями в США. Після злиття R. J. Reynolds стала дочірньою компанією Reynolds American, а BAT володіє 42 % акцій RAI. Santa Fe Natural Tobacco Company, яка виробляє тютюн без добавок під брендом Natural American Spirit, також стала дочірньою компанією Reynolds American в цей час.
У липні 2014 року Reynolds American оголосила про купівлю Lorillard Tobacco Company в рамках угоди вартістю 27 мільярдів доларів.
У січні 2017 року British American Tobacco придбала 57,8 % акцій Reynolds American за $49,4 млрд. Решта акцій раніше належала BAT.